# Newsgame
Els Newsgames són un gènere de videojocs que intenten d'aplicar els principis periodístics a la creació d'un joc. Existeixen diverses categories, incloent temes d'actualitat, documentals, simulacions de sistemes, trencaclosques i jocs de preguntes.
Aquest gènere de joc generalment es basa en conceptes reals, problemes, o històries, però els jocs també poden ser una representació híbrida de la investigació original, oferint als jugadors una experiència de ficció basada en les fonts del món real. També poden ser considerats com l'equivalent de videojocs de caricatures polítiques.
D'acord amb Newsgames: Journalism at Play, escrit pels innovadors newsgame Ian Bogost, Simon Ferrari i Bobby Schweizer, els autors defineixen com Newsgames "un terme que dona nom a un ampli cos de treball produït en la intersecció dels videojocs i el periodisme". Això inclou una sèrie de subcategories que se submergeixen en diferents formes d'incorporar elements de joc en el treball periodístic, ja siguin de llarga durada, jocs notícies-documentals (JFK Reloaded, Darfur is Dying), infografies interactives (Budget Hero), o jocs de trencaclosques basat en concursos (Scoople).

## Exemples
- Narcoguerra, un joc basat en la guerra contra les drogues i la lluita contra la droga mexicana llançat al juny 2013.
- Endgame: Síria, un joc d'exploració de la guerra civil siriana que va començar al març de 2011, que va ser rebutjada per l'App Store d'Apple i va crear un debat entorn del paper dels jocs, notícies i la seva distribució com a resultat.
- Madrid, un joc commemoratiu del bombardeig a Madrid
- September 12th, un joc sobre les baixes civils a la guerra contra el terror.
- Darfur is dying, un joc sobre la crisi dels refugiats a Darfur.
- Bacteria Salad, un joc sobre els espinacs E. colli contaminació de 2006.
- Jogo da la mafia, un joc brasiler que explica com la màfia treballa.
- Filosofighters, un joc periodístic on s'expliquen els conceptes bàsics de filosofia.
- Snowden Run 3D, un joc basat en els esdeveniments que van envoltar la NSA leaker Edward Snowden.